# Jim Knipfel

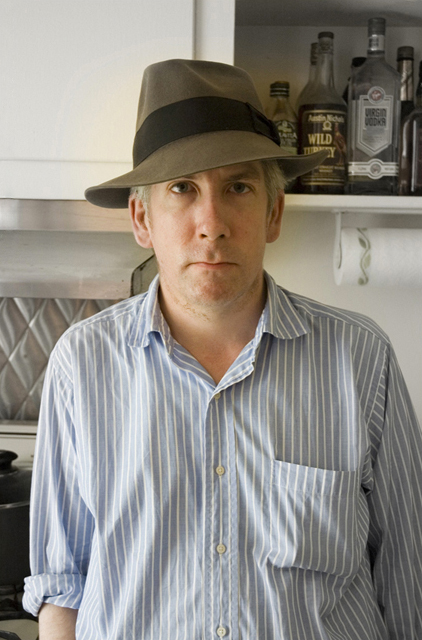
Jim Knipfel in seiner New Yorker Wohnung, 2006

Jim Knipfel (* 2. Juni 1965 in Green Bay, Wisconsin) ist ein US-amerikanischer Schriftsteller.

## Leben
Er studierte an der University of Minnesota und hielt sich nach dem Studienabbruch mit verschiedenen Jobs über Wasser. Heute lebt er in Brooklyn und schreibt in einer wöchentlichen Kolumne für die NEW YORK PRESS.
Er leidet an einer unheilbaren Augenkrankheit (Retinopathia pigmentosa), die ihn langsam erblinden lässt.

## Werke
- Slackjaw - A Memoir, Tarcher/Putnam, Feb 1999, dt. Blindfisch, Rowohlt Verlag 2002, ISBN 3-498-03503-7
- Quitting the Nairobi Trio, Tarcher/Putnam, 2000, dt. Klapsmühle, Rowohlt Verlag 2002, ISBN 3-499-24269-9
- Ruining It for Everybody, Tarcher/Penguin, Feb 2004
- The Buzzing (a novel), Vintage, März 2003
- Unplugging Philco (a novel), Simon&Schuster, April 2009, ISBN 1-4165-9284-9
- These Children Who Come at You with Knives and Other Fairy Tales, Simon&Schuster, June 2010, ISBN 978-1-4391-5412-0
- The Depression Alphabet Primer, Gingko Press, 2013, ISBN 978-1-58423-519-4